# Premios Martín Fierro
Los Premios Martín Fierro son una distinción otorgada y organizada por la Asociación de Periodistas de la Televisión y la Radiofonía Argentinas (APTRA) para dar reconocimiento a los mejores contenidos de la televisión por cable y radio de mayor relevancia en Argentina. Fueron entregados por primera vez en el año 1959. 
Además, también dichos premios se entregan a lo mejor del interior del país, los Martín Fierro Federal. Asimismo, desde el año 2018, se entregan los Premios Martín Fierro Digital, que premian a los creadores de contenidos en plataformas digitales.
La ceremonia, que se realiza anualmente, por lo general es acompañada de una cena que reúne a los famosos y estrellas del espectáculo argentino. La mayoría de las transmisiones se realizan en vivo, obteniendo elevados índices de audiencia. También, existen polémicas que repercuten antes, durante y después del evento.

## Historia

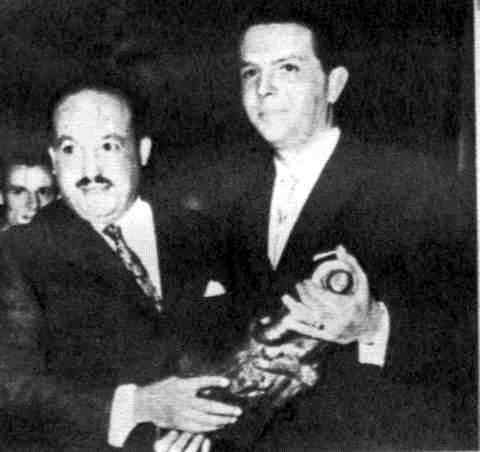
Adolfo Salinas (derecha) recibiendo este Premio como mejor locutor, en la primera ceremonia.

A finales del año 1950, diez periodistas dedicados a la crítica de la radio y televisión decidieron juntarse y fundar la Asociación de Periodistas de la Televisión y la Radiofonía Argentinas (APTRA). De ahí que comenzaron a entregar para la televisión argentina. En el año 1967, se incorporó a la producción radial. La estatuilla original pesó 2 kilos. La primera entrega tuvo lugar en el Teatro Nacional Cervantes, en la que se distinguió la labor televisada, focalizada en la programación de Televisión Pública, la única emisora de programas del país.
Narciso Ibáñez Menta fue uno de los grandes ganadores de los primeros Premios, gracias a su labor en "Obras maestras del terror". La segunda entrega se realizó en el año 1960. Uno de los más premiados fue Tato Bores por su labor cómica en los programas "La familia Gesa" y "El mejor rato con Tato". En ese mismo año, adoptaron el nombre de El Gaucho Martín Fierro, en homenaje a la epopeya argentina.
Cuando el país cayó en la dictadura militar del año 1976 encabezada por el gobernante de facto Jorge Rafael Videla, la cultura y el arte nacional fueron censurados, como también muchos artistas. En consecuencia, la ceremonia se realizó en la clandestinidad en el roof garden de un edificio de la Recoleta donde actualmente están situados el hotel Etoile y el teatro Pigalle. Pero como los miembros de APTRA también comenzaron a ser perseguidos, a partir de ese año, la entidad empezó a vivir un lento proceso de dispersión y desaparición.
Pero en 1988, cinco años después de la vuelta de la democracia, un grupo de periodistas refundan la entidad y el 8 de mayo de ese año son celebrados los premios en el Estudio 1 de ATC, antiguo nombre del Canal 7. Tres años más tarde se realiza la primera entrega en el interior, en la ciudad de Paraná, provincia de Entre Ríos y en 1995 comienza a distinguirse la producción de canales y señales de cable. En 1997, durante la ceremonia de los premios, Canal 13 cede a APTRA los derechos de la música original de los Premios Martín Fierro, compuesta por Osvaldo Montes. A partir de ahí, todas las ediciones sucesivas del evento (y sus versiones para interior y cable) utilizarían como tema de presentación del programa dicha producción musical.
La entrega de los galardones correspondientes a las producciones de 2008 iba a realizarse el 15 de julio de 2009, en Exposición Rural pero se pospuso por la pandemia de la gripe A, finalmente, la entrega se realizó el miércoles 19 de agosto del año 2009 en el Hotel Sheraton con transmisión en directo de América TV y la conducción de Mariana Fabbiani y Guillermo Andino; en la fiesta se celebraron tres aniversarios que fueron, coincidentemente, el número 50: la creación de la Asociación de Periodistas de la Televisión y la Radiofonía Argentinas, la primera entrega de los premios y la promulgación de la ley que dio origen a la televisión privada argentina.
La gala del año 2010 se celebró el domingo 2 de mayo con transmisión en directo encomendada a América TV un año más. Esta edición se realizó a puertas del Bicentenario de Argentina, el Mundial de Sudáfrica (de ahí la razón principal del cambio de fecha) y el aniversario número 50 de los canales 9 y 13, que son las dos primeras televisoras privadas en instalarse en Argentina.
Su versión posterior se realizó el 22 de mayo del 2011, año en que la televisión argentina celebró su sexagésimo aniversario. Lo transmitió Canal 13 después de once años. Durante este evento, uno de los momentos más emotivos de la gala fue el homenaje realizado al llamado "Padre de la Televisión Nacional", Don Jaime Yankelevich. El toque emocional se dio con la entrega del Martín Fierro homenaje a Jaime Yankelevich, a su nieto Gustavo Yankelevich, quien recibía este Premio en un momento difícil para su familia, precisamente por el fallecimiento de su hija la actriz Romina Yan. 
El siguiente evento se realizó el domingo 27 de mayo del 2012 (en una emisión organizada, producida y transmitida nuevamente por Canal 13 a nivel nacional e internacional). Fue el vigésimo quinto año consecutivo desde que se retomó la ceremonia.
En el año 2013, la premiación se realizó el 5 de agosto. En ese año, hubo una novedad que fue premiar a movileros, panelistas y se agregó una nueva terna cuya es Ficción Diaria.
En el año 2014, el evento se realizó el 18 de mayo palpitando la Copa Mundial de fútbol de 2014. También, con motivo de los 24 años de la privatización de Telefe y Canal 13.
En el año 2015, la ceremonia se realizó el 14 de junio con la conducción de Mariana Fabbiani y Guido Kaczka en su segundo año consecutivo por Canal 13.
En el año 2016, la ceremonia se realizó el domingo 15 de mayo bajo la transmisión de Canal 13 y tuvo una novedad: Se dividieron las ternas de radio y televisión en dos ceremonias por lo que las ternas de radio fueron entregadas el sábado 29 de octubre a partir de las 20.00.
La ceremonia del año 2017 se celebró el 18 de junio. Fue la entrega número 47. Allí, la presentadora de televisión Mirtha Legrand fue galardonada con el primer Premio Martín Fierro de Brillantes. 
Mientras que la del año 2018 fue celebrada el 3 de junio. En la misma, Mirtha Legrand fue reconocida por los 50 años de su clásico programa Almorzando con Mirtha Legrand, que se cumplían en el mismo día. Por otra parte, la actriz y presentadora Susana Giménez fue galardonada con el primer y único Premio Martín Fierro de la Gente. 
La edición del año 2019 se celebró el 9 de junio por el 60 aniversario de la fundación de APTRA. 
En el año 2020, la ceremonia se suspendió por segunda vez debido a la Pandemia de COVID-19, al igual que en el año 1977 por la censura de los artistas en el Proceso de Reorganización Nacional hasta el gobierno democrático de Raúl Alfonsín en el año 1987.
La ceremonia del año 2022 se realizó el 15 de mayo, premiando a los proyectos televisivos del 2021 por la cancelación de las producciones del 2019 y 2020, en estos dos años incluyeron en la memoria de los artistas fallecidos.
La edición del año 2023 se celebró el 9 de julio por el Día de la Independencia. Por primera vez hubo doble premio en una terna.

## Categorías
A continuación, se muestran las nominaciones utilizadas por APTRA en televisión. En negrita son utilizadas actualmente, es decir, hasta la edición del año 2018 inclusive, que premia a los programas del año 2017.

### Creadas en la Ceremonia de 1959 (Primera Edición de los Premios)
| Categoría                    | Entregas     | Años de entrega                                       |
| ---------------------------- | ------------ | ----------------------------------------------------- |
| Microprograma                | 2 ediciones  | 1959-1960                                             |
| Producción Comercial         | 3 ediciones  | 1959-1960; 1964                                       |
| Actor                        | 4 ediciones  | 1959; 1993-1995                                       |
| Actriz                       | 4 ediciones  | 1959; 1993-1995                                       |
| Producción Artística         | 5 ediciones  | 1959-1961; 1963-1964                                  |
| Dirección Escénica           | 5 ediciones  | 1959-1962; 1988                                       |
| Dirección de Cámaras         | 6 ediciones  | 1959-1962; 1988-1989                                  |
| Teleteatro                   | 7 ediciones  | 1959; 1961; 1963; 1966-1967; 1971-1972                |
| Escenografía                 | 12 ediciones | 1959-1970                                             |
| Labor Humorística Masculina  | 19 ediciones | 1959-1963; 1973-1974; 1987-1990; 1992-1996; 2007-2009 |
| Labor Humorística Femenina   | 19 ediciones | 1959-1963; 1973-1974; 1987-1990; 1992-1996; 2007-2009 |
| Conducción                   | 22 ediciones | 1959-1991                                             |
| Programa musical             | 32 ediciones | 1959; 1973-1974; 1987-2003; 2005; 2007-presente       |
| Programa de entretenimientos | 39 ediciones | 1959-1962; 1964; 1968-1970; 1987-presente             |
| Aviso Publicitario           | 39 ediciones | 1959; 1962; 1964-1969; 1971; 1987-presente            |
| Revelación                   | 40 ediciones | 1959; 1965; 1968-presente                             |
| Guion (Autor y/o Libretista) | 42 ediciones | 1959; 1965-presente                                   |
| Programa Periodístico        | 43 ediciones | 1959-1969; 1973-1988; 1990-presente                   |

### Creadas en la década de 1960
| Categoría                                                | Entregas     | Años de entrega                                              |
| -------------------------------------------------------- | ------------ | ------------------------------------------------------------ |
| Producción Filmada                                       | 1 edición    | 1960                                                         |
| Programa de Moda                                         | 1 edición    | 1960                                                         |
| Nota de Prensa Filmada                                   | 1 edición    | 1960                                                         |
| Arte Nativo                                              | 1 edición    | 1960                                                         |
| Aviso en Vivo                                            | 1 edición    | 1960                                                         |
| Aviso Filmado                                            | 1 edición    | 1960                                                         |
| Labor Femenina en Show                                   | 2 ediciones  | 1960; 1962                                                   |
| Labor Masculina en Show                                  | 2 ediciones  | 1960; 1962                                                   |
| Programa Hogareño                                        | 2 ediciones  | 1960; 1964                                                   |
| Guion de Unitario                                        | 2 ediciones  | 1960; 1964                                                   |
| Guion de Serie                                           | 2 ediciones  | 1960; 1964                                                   |
| Revelación Femenina                                      | 3 ediciones  | 1960-1962                                                    |
| Revelación Masculina                                     | 3 ediciones  | 1960-1962                                                    |
| Guion Humorístico                                        | 5 ediciones  | 1960-1964                                                    |
| Aviso Filmado                                            | 2 ediciones  | 1960; 1970                                                   |
| Actriz en Drama                                          | 10 ediciones | 1960-1964; 1967-1971                                         |
| Programa cultural/educativo                              | 41 ediciones | 1960-1975; 1988-2000; 2002-2003; 2005; 2007-presente         |
| Programa infantojuvenil                                  | 42 ediciones | 1960-1994; 1997-2004; 2006-2019                              |
| Dirección                                                | 43 ediciones | 1960; 1962-1987; 1989-presente                               |
| Actor de Reparto                                         | 38 ediciones | 1960-2002; 2010-presente                                     |
| Actriz de Reparto                                        | 35 ediciones | 1960-2002; 2010-presente                                     |
| Showman                                                  | 1 edición    | 1961                                                         |
| Maquillaje                                               | 1 edición    | 1961                                                         |
| Guion de Comedia                                         | 2 ediciones  | 1961-1962                                                    |
| Programa de Tango                                        | 2 ediciones  | 1961-1962                                                    |
| Programa Folclórico                                      | 4 ediciones  | 1961-1962; 1964-1965                                         |
| Guion de Drama                                           | 3 ediciones  | 1961-1963                                                    |
| Iluminación Artística                                    | 1 edición    | 1962                                                         |
| Coreografía                                              | 5 ediciones  | 1962-1963; 1968-1970                                         |
| Programa Extranjero                                      | 5 ediciones  | 1962-1963; 1966-1968                                         |
| Producción Publicitaria                                  | 1 edición    | 1963                                                         |
| Número Musical                                           | 1 edición    | 1963                                                         |
| Iluminación                                              | 2 ediciones  | 1963; 1966                                                   |
| Show Musical                                             | 5 ediciones  | 1963-1964; 1966-1968                                         |
| Programa de Música Nacional                              | 4 ediciones  | 1963; 1971-1972; 1975                                        |
| Prensa Filmada                                           | 1 edición    | 1964                                                         |
| Programa de Música Ciudadana                             | 2 ediciones  | 1964-1965                                                    |
| Revelación Artística                                     | 3 ediciones  | 1964; 1966-1967                                              |
| Show                                                     | 4 ediciones  | 1965; 1969-1970; 1975                                        |
| Actuación Femenina en Show                               | 7 ediciones  | 1965-1971                                                    |
| Actuación Masculina en Show                              | 7 ediciones  | 1965-1971                                                    |
| Canal de Contribución Nacional                           | 8 ediciones  | 1965-1972                                                    |
| Dirección Musical                                        | 5 ediciones  | 1966-1970                                                    |
| Música Popular                                           | 5 ediciones  | 1966-1970                                                    |
| Teatro Televisado                                        | 7 ediciones  | 1966-1972                                                    |
| Programa de Música Clásica                               | 9 ediciones  | 1961-1962; 1964-1970                                         |
| Actor en Drama                                           | 10 ediciones | 1960-1964; 1967-1971                                         |
| Programa Femenino                                        | 11 ediciones | 1962-1963; 1965-1967; 1969-1970; 1988-1991                   |
| Actuación en Show                                        | 12 ediciones | 1964; 1973-1975; 1988-1994                                   |
| Actor Protagonista                                       | 12 ediciones | 1965-1966; 1972-1975; 1988-1992                              |
| Actriz Protagonista                                      | 12 ediciones | 1965-1966; 1972-1975; 1988-1992                              |
| Miniserie (ahora se entrega como Unitario y/o Miniserie) | 19 ediciones | 1960; 1962; 1964-1965; 1968-1970; 1973-1975; 1988-1989; 2011 |
| Actor de Comedia                                         | 14 ediciones | 1960-1963; 1967-1971; 1988-1989; 1993-1995                   |
| Actriz de Comedia                                        | 15 ediciones | 1960-1964; 1967-1971; 1988-1989; 1993-1995                   |
| Unitario (ahora se entrega como Unitario y/o Miniserie)  | 17 ediciones | 1960; 1962; 1965; 1968-1970; 1973-1975; 1988-1991; 1993      |
| Labor Humorística                                        | 21 ediciones | 1964; 1968-1972; 1975; 1991; 1997-2003; 2010-presente        |
| Producción integral                                      | 28 ediciones | 1962; 1988-2003; 2005-presente                               |
| Programa Deportivo                                       | 37 ediciones | 1967-1974; 1988-presente                                     |
| Noticiero                                                | 38 ediciones | 1962; 1965; 1968-1972; 1988-presente                         |
| Programa Humorístico                                     | 39 ediciones | 1965-1974; 1988-presente                                     |

### Creadas en la década de 1970
| Categoría                                | Entregas     | Años de entrega            |
| ---------------------------------------- | ------------ | -------------------------- |
| Aviso Filmado                            | 1 edición    | 1970                       |
| Aviso Animado                            | 1 edición    | 1970                       |
| Actuación Artística Extranjera           | 2 ediciones  | 1970-1971                  |
| Especial                                 | 2 ediciones  | 1970-1971                  |
| Conducción de programa periodístico      | 2 ediciones  | 1970-1971                  |
| Programa Periodístico de Opinión         | 2 ediciones  | 1970-1971                  |
| Programa Periodístico de Interés General | 2 ediciones  | 1970-1971                  |
| Aviso en Serie                           | 6 ediciones  | 1970-1975                  |
| Labor en Programa Periodístico           | 14 ediciones | 1970; 1972-1974; 1988-1996 |
| Música                                   | 1 edición    | 1971                       |
| Aviso Unitario                           | 4 ediciones  | 1972-1975                  |

### Creadas en la década de 1980
| Categoría   | Entregas     | Años de entrega |
| ----------- | ------------ | --------------- |
| Telecomedia | 25 ediciones | 1988-2013       |

### Creadas en la década de 1990
| Categoría                                    | Entregas     | Años de entrega                     |
| -------------------------------------------- | ------------ | ----------------------------------- |
| Telenovela                                   | 21 ediciones | 1990-2011                           |
| Interés General                              | 24 ediciones | 1990-2005, 2007-2011, 2015-presente |
| Canción Original (Cortina Musical)           | 26 ediciones | 1991-2019                           |
| Martín Fierro de Oro                         | 26 ediciones | 1991-presente                       |
| Unitario y/o Miniserie                       | 24 ediciones | 1992; 1994-2019                     |
| Conducción Masculina                         | 25 ediciones | 1992-presente                       |
| Conducción Femenina                          | 25 ediciones | 1992-presente                       |
| Actor Protagonista en Drama                  | 4 ediciones  | 1996-1999                           |
| Actriz Protagonista en Drama                 | 4 ediciones  | 1996-1999                           |
| Actuación Infantil                           | 6 ediciones  | 1996-2001                           |
| Actor Protagonista en Comedia o Humorístico  | 14 ediciones | 1996-2009                           |
| Actriz Protagonista en Comedia o Humorístico | 14 ediciones | 1996-2009                           |
| Programa de Servicios                        | 7 ediciones  | 1997-2002; 2005                     |
| Labor Periodística Masculina                 | 20 ediciones | 1997-presente                       |
| Labor Periodística Femenina                  | 20 ediciones | 1997-presente                       |

### Creadas en la década de 2000
| Categoría                                       | Entregas     | Años de entrega |
| ----------------------------------------------- | ------------ | --------------- |
| Actor Protagonista de Telenovela                | 12 ediciones | 2000-2011       |
| Actriz Protagonista de Telenovela               | 12 ediciones | 2000-2011       |
| Actriz Protagonista de Unitario y/o Miniserie   | 16 ediciones | 2000-2019       |
| Actor Protagonista de Unitario y/o Miniserie    | 16 ediciones | 2000-2019       |
| Actuación Especial en Ficción                   | 10 ediciones | 2001; 2005-2013 |
| Actuación Especial Femenina                     | 2 ediciones  | 2002-2003       |
| Actuación Especial Masculina                    | 2 ediciones  | 2002-2003       |
| Actriz de Reparto de Telenovela y/o Comedia     | 1 edición    | 2003            |
| Actor de Reparto de Telenovela y/o Comedia      | 1 edición    | 2003            |
| Actriz de Reparto de Unitario y/o Miniserie     | 1 edición    | 2003            |
| Actor de Reparto de Unitario y/o Miniserie      | 1 edición    | 2003            |
| Actor de Reparto en Comedia                     | 6 ediciones  | 2004-2009       |
| Actriz de Reparto en Comedia                    | 6 ediciones  | 2004-2009       |
| Actor de Reparto en Drama                       | 6 ediciones  | 2005-2010       |
| Actriz de Reparto en Drama                      | 6 ediciones  | 2005-2010       |
| Programa de interés general, cultural y musical | 1 edición    | 2006            |
| Telenovela infantojuvenil                       | 1 edición    | 2007            |
| Reality show                                    | 10 ediciones | 2007-presente   |
| Martín Fierro de Platino                        | 4 ediciones  | 2009-2012       |

### Creadas en la década de 2010
| Categoría                             | Entregas    | Años de entrega |
| ------------------------------------- | ----------- | --------------- |
| Interés General/Magazine              | 3 ediciones | 2012-2014       |
| Ficción Diaria                        | 5 ediciones | 2013-presente   |
| Actriz Protagonista de Ficción Diaria | 4 ediciones | 2013-presente   |
| Actor Protagonista de Ficción Diaria  | 4 ediciones | 2013-presente   |
| Columnista/Panelista                  | 4 ediciones | 2013-presente   |
| Cronista/Movilero                     | 5 ediciones | 2013-presente   |
| Magazine                              | 3 ediciones | 2016-presente   |
| Martín Fierro de Brillantes           | 2 ediciones | 2017-2022       |
| Martín Fierro de la Gente             | 1 edición   | 2018            |
| Locución                              | 1 edición   | 2019            |

### Creadas en la década de 2020
| Categoría                                          | Entregas  | Años de entrega |
| -------------------------------------------------- | --------- | --------------- |
| Noticiero diurno                                   | 1 edición | 2022            |
| Noticiero central                                  | 1 edición | 2022            |
| Entretenimientos (Juegos)                          | 1 edición | 2022            |
| Entretenimientos (Conocimientos)                   | 1 edición | 2022            |
| Big Show                                           | 1 edición | 2022            |
| Jurado de TV                                       | 1 edición | 2022            |
| Gastronomía                                        | 1 edición | 2022            |
| Viajes y turismo                                   | 1 edición | 2022            |
| Conducción en programa humorístico / de actualidad | 1 edición | 2022            |
| Spot institucional (Servicios y Organismos)        | 1 edición | 2022            |

## Martín Fierro de la Gente
Se entregó por primera y única vez en la edición 2018 para el período 2017, con el objetivo de premiar al artista más querido por la gente. 
La figura premiada fue la presentadora Susana Giménez, quien había recibido los premios Martín Fierro de Oro en 1995 y de Platino en 2010.

## Martín Fierro de Brillantes
Se entregó por primera vez en la edición 2017 para el período 2016, con el objetivo de innovar y reconocer el estrellato de una figura. 
En 2017, la primera figura premiada fue la reconocida presentadora de televisión Mirtha Legrand, quién fue homenajeada y premiada por su larga trayectoria artística como actriz y por los 50 años de su marca más reconocida, el programa de almuerzos y entrevistas Almorzando con Mirtha Legrand. 
En 2022, la segunda artista en ser premiada es la también presentadora de televisión Susana Giménez, quien fue homenajeada y premiada por su carrera como actriz y por sus 35 años de su debut como presentadora de televisión con su programa estelar homónimo (ex Hola, Susana).

## Martín Fierro de Oro
Es el mayor galardón de la televisión, radio y medios digitales de Capital Federal. Este premio se dio a conocer  por primera vez en 1992, y el primer ganador fue el programa periodístico y de humor Fax. 
Actualmente, en 2024 y por televisión abierta, el ganador de este premio es el noticiero insignia del canal Telefe, Telefe Noticias.

## Martín Fierro de Platino
A diferencia de los demás, este premio es elegido por el público. 
El primer premio Martín Fierro de Platino, implementado en la entrega de premios del 2009 para el período 2008, fue entregado al programa de almuerzos y entrevistas Almorzando con Mirtha Legrand (Mirtha Legrand), ganador del Martín Fierro de Oro de 1992, mientras que el siguiente programa reconocido con el galardón fue el programa estelar Hola Susana (Susana Giménez), que había recibido el Martín Fierro de Oro de 1995. 
En la siguiente entrega, el elegido del público fue el productor y presentador de televisión Marcelo Tinelli, quien ganara el premio Martín Fierro de Oro en 1997. 
El último ganador de este reconocimiento fue el recordado comediante Antonio Gasalla, que se había sido acreedor del Martín Fierro de Oro de 1994. 
Para las posteriores entregas se eliminó este premio, dejándole al público únicamente la elección del mejor vestuario de la noche.

## Ediciones

### Martín Fierro de Aire
| Edición | Producción | Fecha de la gala               | Conductores                                              | Canal de transmisión | Índice de audiencia |
| ------- | ---------- | ------------------------------ | -------------------------------------------------------- | -------------------- | ------------------- |
| 18.º    | 1987       | Domingo 8 de mayo de 1988      | Julio Lagos                                              | ATC                  | No hay datos        |
| 19.º    | 1988       | Lunes 7 de agosto de 1989      | Antonio Carrizo y Julio Lagos                            | ATC                  | No hay datos        |
| 20.º    | 1989       | Lunes 21 de mayo de 1990       | Liliana López Foresi, Gustavo Lutteral y Jorge Guinzburg | Canal 13             | No hay datos        |
| 21.º    | 1990       | Lunes 13 de mayo de 1991       | Juan Alberto Badía y María Belén Aramburu                | Canal 13             | 38.0                |
| 22.º    | 1991       | Lunes 1 de junio de 1992       | Teté Coustarot y Fernando Bravo                          | Telefe               | No hay datos        |
| 23.º    | 1992       | Lunes 7 de junio de 1993       | Teté Coustarot y Fernando Bravo                          | Telefe               | 53.0                |
| 24.º    | 1993       | Lunes 6 de junio de 1994       | Teté Coustarot y Fernando Bravo                          | Telefe               | No hay datos        |
| 25.º    | 1994       | Lunes 22 de mayo de 1995       | Mónica Cahen D'Anvers y César Mascetti                   | Canal 13             | No hay datos        |
| 26.º    | 1995       | Lunes 29 de abril de 1996      | Andrea Del Boca y Fernando Bravo                         | Telefe               | 49.0                |
| 27.º    | 1996       | Lunes 28 de abril de 1997      | Araceli González y Juan Alberto Badía                    | Canal 13             | 39.5                |
| 28.º    | 1997       | Lunes 4 de mayo de 1998        | Natalia Oreiro y Fernando Bravo                          | Telefe               | 47.9                |
| 29.º    | 1998       | Lunes 21 de junio de 1999      | Teté Coustarot y Guillermo Andino                        | América              | 29.7                |
| 30.º    | 1999       | Lunes 15 de mayo de 2000       | Guillermo Andino                                         | Canal 13             | 47.3                |
| 31.º    | 2000       | Lunes 7 de mayo de 2001        | Karina Mazzocco y Jorge Rossi                            | Azul TV              | 31.3                |
| 32.º    | 2001       | Martes 30 de julio de 2002     | María Belén Aramburu y Gustavo Lutteral                  | Canal 7              | 21.8                |
| 33.º    | 2002       | Martes 3 de junio de 2003      | Soledad Silveyra y Guillermo Andino                      | América              | 26.2                |
| 34.º    | 2003       | Martes 22 de junio de 2004     | Horacio Cabak y Araceli González                         | América              | 27.3                |
| 35.º    | 2004       | Lunes 20 de junio de 2005      | Mirtha Legrand y Dady Brieva                             | Canal 9              | 38.5                |
| 36.º    | 2005       | Lunes 29 de mayo de 2006       | Mirtha Legrand y Claudio Rígoli                          | Canal 9              | 37.7                |
| 37.º    | 2006       | Miércoles 23 de mayo de 2007   | Mariana Fabbiani y Marley                                | América              | 19.0                |
| 38.º    | 2007       | Miércoles 2 de julio de 2008   | Mirtha Legrand y Guillermo Andino                        | América              | 19.5                |
| 39.º    | 2008       | Miércoles 19 de agosto de 2009 | Mariana Fabbiani y Guillermo Andino                      | América              | 18.1                |
| 40.º    | 2009       | Domingo 2 de mayo de 2010      | Karina Mazzocco y Alejandro Fantino                      | América              | 24.9                |
| 41.º    | 2010       | Domingo 22 de mayo de 2011     | Natalia Oreiro y Mike Amigorena                          | El Trece             | 25.8                |
| 42.º    | 2011       | Domingo 27 de mayo de 2012     | Mariana Fabbiani y Roberto Pettinato                     | El Trece             | 30.7                |
| 43.º    | 2012       | Lunes 5 de agosto de 2013      | Marley                                                   | Telefe               | 31.0                |
| 44.°    | 2013       | Domingo 18 de mayo de 2014     | Mariana Fabbiani y Guido Kaczka                          | El Trece             | 22.3                |
| 45.°    | 2014       | Domingo 14 de junio de 2015    | Mariana Fabbiani y Guido Kaczka                          | El Trece             | 23.1                |
| 46.°    | 2015       | Domingo 15 de mayo de 2016     | Mariana Fabbiani y Guido Kaczka                          | El Trece             | 23.8                |
| 47.°    | 2016       | Domingo 18 de junio de 2017    | Mariana Fabbiani y Guido Kaczka                          | El Trece             | 23.1                |
| 48.°    | 2017       | Domingo 3 de junio de 2018     | Marley                                                   | Telefe               | 21.8                |
| 49.°    | 2018       | Domingo 9 de junio de 2019     | Marley                                                   | Telefe               | 22.4                |
| 50.°    | 2021       | Domingo 15 de mayo de 2022     | Marley                                                   | Telefe               | 22.0                |
| 51.°    | 2022       | Domingo 9 de julio de 2023     | Santiago del Moro                                        | Telefe               | 23.6                |
| 52.°    | 2023       | Lunes 9 de septiembre de 2024  | Santiago del Moro                                        | Telefe               | 17.8                |

### Martín Fierro de Cable
| Edición | Producción | Fecha de la gala         | Conductores                                           | Canal de transmisión                    | Índice de audiencia |
| ------- | ---------- | ------------------------ | ----------------------------------------------------- | --------------------------------------- | ------------------- |
| 1º      | 1994       | 15 de junio de 1995      | Alejandro Rial y Cecilia Laratro                      | Cablevisión                             |                     |
| 2º      | 1995       | 1996                     | Juan Carlos Mendizábal y Elizabeth Márquez            | Siempre Mujer                           |                     |
| 3º      | 1996       | 6 de octubre de 1997     | Matías Martin y Daniela Fernández                     | CV-Sat (Cablevisión) 26 TV (Multicanal) |                     |
| 4º      | 1997       | 1998                     | Leo Montero y Daniela Fernández                       | TyC Sports                              |                     |
| 5º      | 1998       | 1999                     | Mariano Peluffo y Maby Wells                          | Volver                                  |                     |
| 6º      | 1999       | 2000                     | Alejandro Fantino y Anita Martínez                    | TyC Sports                              |                     |
| 7º      | 2000       | 27 de noviembre de 2001  | Jorge Rossi y María Belén Aramburu                    | Plus Satelital                          |                     |
| 8º      | 2001       | 1 de diciembre de 2002   | Marley y Nora Briozzo                                 | Canal Siete                             |                     |
| 9º      | 2002       | 17 de diciembre de 2003  | Silvina Chediek                                       | Canal (á)                               |                     |
| 10º     | 2003       | 2 de diciembre de 2004   | Jorge Rossi y María Vázquez                           | Plus Satelital                          |                     |
| 11º     | 2004       | 5 de septiembre de 2005  |                                                       | Plus Satelital                          |                     |
| 12º     | 2005       | 23 de octubre de 2006    | Guillermo Andino y Viviana Semienchuk                 | Fox Sports                              |                     |
| 13º     | 2006       | 27 de noviembre de 2007  | Germán Paoloski y Viviana Semienchuk                  | Fox Sports                              |                     |
| 14º     | 2007       | 10 de noviembre de 2008  | José María Listorti y Gabriela Sobrado                | Magazine                                |                     |
| 15º     | 2008       | 8 de diciembre de 2009   | Mariano Peluffo y María Susini                        | C5N                                     |                     |
| 16º     | 2009       | 24 de octubre de 2010    | Horacio Cabak y Gabriela Sobrado                      | Magazine                                |                     |
| 17º     | 2010       | 16 de octubre de 2011    | Iván de Pineda y Gabriela Sobrado                     | Magazine                                |                     |
| 18º     | 2011       | 28 de octubre de 2012    | Horacio Cabak y Gabriela Sobrado                      | Magazine                                |                     |
| 19º     | 2012       | 16 de octubre de 2013    | Horacio Cabak y Gabriela Sobrado                      | Magazine                                |                     |
| 20º     | 2013       | 6 de octubre de 2014     | Horacio Cabak y Gabriela Sobrado                      | Magazine                                |                     |
| 21º     | 2014       | 9 de octubre de 2015     | Beto Casella y Daniela Ballester                      | C5N                                     |                     |
| 22º     | 2015       | 12 de septiembre de 2016 | Horacio Cabak y Gabriela Sobrado                      | Ciudad Magazine                         |                     |
| 23°     | 2016       | 25 de septiembre de 2017 | Horacio Cabak y Gabriela Sobrado                      | Ciudad Magazine                         |                     |
| 24º     | 2017       | 24 de septiembre de 2018 | Horacio Cabak y Gabriela Sobrado                      | Ciudad Magazine                         |                     |
| 25º     | 2018       | 9 de septiembre de 2019  | Horacio Cabak y Gabriela Sobrado                      | Ciudad Magazine                         | 0.24                |
| 26º     | 2019-2020  | 9 de noviembre de 2021   | Carolina "Pampita" Ardohain y Joaquín "Pollo" Álvarez | Crónica Televisión                      |                     |
| 27°     | 2021       | 20 de octubre de 2022    | Carolina "Pampita" Ardohain y Joaquín "Pollo" Álvarez | Crónica Televisión                      |                     |
| 28°     | 2022-2023  | 1 de diciembre de 2024   | Leo Montero y Karina Mazzocco                         | América TV                              | 2.0                 |

### Martín Fierro de Radio
| Edición | Producción     | Fecha de la gala                | Presentadores                    | Canal de transmisión     | Índice de audiencia |
| ------- | -------------- | ------------------------------- | -------------------------------- | ------------------------ | ------------------- |
| 1.°     | 2015           | Sábado 29 de octubre de 2016    | Teté Coustarot y Guillermo López | El Trece                 | 11.8                |
| 2.°     | 2016           | Sábado 11 de noviembre de 2017  | Pamela David y Alejandro Fantino | América TV               | 6.8                 |
| 3.°     | 2017           | Domingo 25 de noviembre de 2018 | Pampita y Mariano Peluffo        | Net TV                   | 1.7                 |
| 4.°     | 2018/2019      | Sábado 9 de noviembre de 2019   | Gustavo López y Julieta Prandi   | América TV               | 4.2                 |
| 5.°     | 2019/2020/2021 | Sábado 1 de octubre de 2022     | Teté Coustarot                   | Información Periodística |                     |
| 6.°     | 2022/2023      | Domingo 16 de junio de 2024     | Karina Mazzocco y Fernando Dente | América TV               | 4.3                 |
| 7.°     | 2024           | Domingo 27 de junio de 2025     | Pamela David y Luis Novaresio    | América TV               | 1.9                 |

### Martín Fierro Digital
| Edición | Producción | Fecha de la gala               | Presentadores                                               | Canal de transmisión | Índice de audiencia  |
| ------- | ---------- | ------------------------------ | ----------------------------------------------------------- | -------------------- | -------------------- |
| 1.°     | 2017       | Lunes 19 de marzo de 2018      | Florencia Vigna y Grego Rossello                            | Crónica TV           | 0.12[cita requerida] |
| 2.°     | 2018       | Lunes 10 de diciembre de 2018  | Sol Pérez y Nicolás Occhiato                                | Infobae Streaming    | —                    |
| 3.°     | 2019       | Sábado 21 de diciembre de 2019 | Lizy Tagliani y Nicolás Occhiato                            | Infobae Streaming    | —                    |
| 4.°     | 2020/2021  | Sábado 18 de diciembre de 2021 | Nicolás Occhiato, Barby Franco y Marito Baracus             | Infobae Streaming    | —                    |
| 5.°     | 2022       | Sábado 1 de abril de 2023      | Diego Leuco, Sofía Jiménez, Candela Ruggeri y Lizardo Ponce | TV Pública           | —                    |
| 6.°     | 2023       | Lunes 19 de agosto de 2024     | Chino Leunis, Juli Castro, Candela Ruggeri y Ferbo          | YouTube y Twitch     | —                    |

### Martín Fierro de la Moda
| Edición | Producción | Fecha de la gala                | Presentadores                  | Canal de transmisión | Índice de audiencia |
| ------- | ---------- | ------------------------------- | ------------------------------ | -------------------- | ------------------- |
| 1.°     | 2019       | Miércoles 16 de octubre de 2019 | Valeria Mazza y Horacio Cabak  | Ciudad Magazine      | ?                   |
| 2.°     | 2023       | Sábado 2 de diciembre de 2023   | Valeria Mazza y Ángel de Brito | América TV           | 4.8                 |
| 3.°     | 2024       | Viernes 6 de diciembre de 2024  | Valeria Mazza y Iván de Pineda | Telefé               | 9.3                 |

### Martín Fierro Latino
| Edición | Producción | Fecha de la gala                | Presentadores              | Canal de transmisión | Índice de audiencia |
| ------- | ---------- | ------------------------------- | -------------------------- | -------------------- | ------------------- |
| 1.°     | 2023       | Jueves 30 de noviembre de 2023  | Pampita y El Pollo Álvarez | Net TV               | ?                   |
| 2.°     | 2024       | Viernes 22 de noviembre de 2024 | Ronen Suarc                | Canal Nueve          | ?                   |

### Martín Fierro de Cine y Series
| Edición | Producción  | Fecha de la gala            | Presentadores                      | Canal de transmisión | Índice de audiencia |
| ------- | ----------- | --------------------------- | ---------------------------------- | -------------------- | ------------------- |
| 1.°     | 2023 - 2024 | Lunes 21 de octubre de 2024 | Mariana Fabbiani y Benjamín Vicuña | América TV           | 3.7                 |

### Martín Fierro de Teatro
| Edición | Producción  | Fecha de la gala          | Presentadores                  | Canal de transmisión | Índice de audiencia |
| ------- | ----------- | ------------------------- | ------------------------------ | -------------------- | ------------------- |
| 1.°     | 2023 - 2025 | Lunes 23 de junio de 2025 | Martín Bossi y Karina Mazzocco | América TV           | 1.8                 |

## Categorías premiadas de televisión
- Mejor telenovela/ficción diaria
- Mejor telecomedia
- Mejor unitario y/o miniserie
- Mejor director
- Mejor actor protagonista de novela
- Mejor actriz protagonista de novela
- Mejor actor protagonista de comedia
- Mejor actriz protagonista de comedia
- Mejor actor protagonista de unitario y/o miniserie
- Mejor actriz protagonista de unitario y/o miniserie
- Mejor actriz de reparto
- Mejor cortina musical
- Artista revelación
- Mejor noticiero
- Mejor periodístico
- Mejor deportivo
- Mejor reality
- Mejor aviso publicitario
- Mejor conducción femenina

## Por años de producción de los programas
1959 | 1960 | 1961 | 1962 | 1963 | 1964 | 1965 | 1966 | 1967 | 1968 | 1969 | 1970 | 1971 | 1972 | 1973 | 1974 | 1975 | 1987 | 1988 | 1989 | 1990 | 1991 | 1992 | 1993 | 1994 | 1995 | 1996 | 1997 | 1998 | 1999 | 2000 | 2001 | 2002 | 2003 | 2004 | 2005 | 2006 | 2007 | 2008 | 2009 | 2010 | 2011 | 2012 | 2013 | 2014 | 2015 (TV) | 2015 (R) | 2016 (TV) | 2016 (R) | 2017 (TV) | 2017 (R) | 2017 (D) | 2018 (TV) | 2018 (R) | 2018 (D) | 2019-2020 (TV) | 2019-2020 (R) | 
2021 (TV) | 2021 (R) | 2022 (TV) | 2023 (R) | 2023 (TV)

## Emisión

### Martín Fierro de Aire
- ATC (1988-1989)
- eltrece (1990-1991, 1995, 1997, 2000, 2011-2012, 2014-2017)
- Telefe (1992-1994, 1996, 1998, 2013, 2018-2019, 2022-presente)
- América TV (1999, 2003-2004, 2007-2010)
- Azul Televisión (2001)
- Canal 7 (2002)
- elnueve (2005-2006)

### Martín Fierro de Radio
- eltrece (2016)
- América TV (2017, 2019, 2024)
- Net TV (2018)
- Información Periodística (2022)

### Martin Fierro Digital
- Crónica Televisión (2018)
- Infobae Streaming (2018, 2019, 2021)
- TV Pública (2023)

- Ciudad Magazine (2019)
- América TV (2023)

## Estadísticas de las ceremonias
- Anexo:Estadísticas de los Martín Fierro

### Ranking de canales por mayor cantidad de ediciones emitidas
| #   | Canal      | Ediciones |
| --- | ---------- | --------- |
| 1.º | eltrece    | 12        |
| 2.º | Telefe     | 9         |
| 2.º | América    | 9         |
| 3.º | elnueve    | 3         |
| 3.º | TV Pública | 3         |

### Parejas que más han conducido
- Mariana Fabbiani y Guido Kaczka

1. 44.ª edición (2014)
2. 45.ª edición (2015)
3. 46.ª edición (2016)
4. 47.ª edición (2017)

- Teté Coustarot y Fernando Bravo

1. 22.ª edición (1992)
2. 23.ª edición (1993)
3. 24.ª edición (1994)

### Mujeres que más han conducido
- Mariana Fabbiani

1. 37.ª edición (2007)
2. 39.ª edición (2009)
3. 42.ª edición (2012)
4. 44.ª edición (2014)
5. 45.ª edición (2015)
6. 46.ª edición (2016)
7. 47.ª edición (2017)

- Teté Coustarot

1. 22.ª edición (1992)
2. 23.ª edición (1993)
3. 24.ª edición (1994)
4. 29.ª edición (1999)

- Mirtha Legrand

1. 35.ª edición (2005)
2. 36.ª edición (2006)
3. 38.ª edición (2008)

### Hombres que más han conducido
- Fernando Bravo

1. 22.ª edición (1992)
2. 23.ª edición (1993)
3. 24.ª edición (1994)
4. 26.ª edición (1996)
5. 28.ª edición (1998)

- Guillermo Andino

1. 29.ª edición (1999)
2. 30.ª edición (2000)
3. 33.ª edición (2003)
4. 38.ª edición (2008)
5. 39.ª edición (2009)

- Marley

1. 37.ª edición (2007)
2. 43.ª edición (2013)
3. 48.ª edición (2018)
4. 49.ª edición (2019)
5. 50.ª edición (2022)

Nota
- Las estadísticas están tomadas a partir de la 18.ª edición del galardón, ya que no hay mucha información acerca de las ediciones anteriores.